# 알바트로스 (새)
알바트로스 또는 신천옹(信天翁, 영어: albatross, Phoebastria albatrus)은 슴새목 알바트로스과의 조류이다. 1962년에 국제보호조로 지정되었다.

## 같이 보기
- 알바트로스과